# Ella Reidy
Ella Reidy, född den 28 juni 2002, är en svensk fotbollsspelare som spelar för AIK.

## Karriär
Ella Reidy inledde sin spelarkarriär i moderklubben Jonsereds IF. Majoriteten av sin fotbollsuppfostran fick dock Reidy i Stenkullen GoIK. 2018 kom seniordebuten i Göteborgs DFF. Det blev totalt två år i klubben och 40 matcher samt 18 mål. Karriären fortsatte i Jitex BK, en klubb som Reidy spelat för i två omgångar. Med ett avbrott under 2022 då Ella Reidy gjorde en säsong i IF Brommapojkarna. Efter sin andra sejour i Jitex BK annonserade AIK inför säsongen 2024 att man värvat Ella Reidy och skrivit ett tvåårskontrakt med spelaren.